# Национальное агентство перспективных проектов Республики Узбекистан
Национальное агентство перспективных проектов Республики Узбекистан, сокр. НАПП (узб. O‘zbekiston Respublikasi Istiqbolli loyihalar milliy agentligi) - государственное учреждение, отвечающее за регулирование, лицензирование, осуществление разрешительных процедур в сферах оборота крипто-активов, рынка капитала, страхования, электронной коммерции, организации лотерей и букмекерской деятельности. Было создано реорганизацией Национального агентства проектного управления при Президенте Республики Узбекистан в Национальное агентство перспективных проектов Республики Узбекистан 27 апреля 2022 года.

## История
Национальное агентство проектного управления при Президенте Республики Узбекистан сокр. НАПУ, было создано в 2017 году Указом Президента Республики Узбекистан. На НАПУ были возложены задачи разработки и реализации государственных и региональных программ, инвестиционных проектов, финансируемых за счет средств Государственного бюджета Республики Узбекистан, государственных целевых фондов, иностранных кредитов, займов и грантов, привлекаемых Республикой Узбекистан. В апреле 2022 года Указом Президента Республики Узбекистан Национальное агентство проектного управления при Президенте Республики Узбекистан было преобразовано в Национальное агентство перспективных проектов Республики Узбекистан. Согласно Указу, НАПП определено уполномоченным органом по развитию сферы оборота крипто-активов, лицензированию деятельности и разрешительным процедурам в данной сфере.
В сентябре 2023 года Постановлением Президента Республики Узбекистан НАПП переданы задачи, функции и полномочия Министерства экономики и финансов по регулированию рынка капитала, включая деятельность организаторов торгов ценными бумагами и Центрального депозитария ценных бумаг, развитию корпоративного управления, а также контролю за деятельностью страховых организаций. НАПП определено уполномоченным органом по осуществлению регулирования, лицензирования, разрешительных процедур в данных сферах. Также НАПП безвозмездно переданы государственное унитарное предприятие «Информационно-ресурсный центр фондового рынка» и «Единый портал корпоративной информации».
В ноябре 2023 года Постановлением Президента Республики Узбекистан НАПП переданы задачи, функции и полномочия Министерства цифровых технологий]  Министерства инвестиций, промышленности и торговли — в сфере регулирования и развития электронной коммерции, Министерства экономики и финансов — в сфере регулирования деятельности по организации лотерей и букмекерской деятельности.

## Руководство
Дмитрий Романович Ли — узбекский государственный деятель, с 2022 года возглавляет Национальное агентство перспективных проектов Республики Узбекистан (НАПП). Ранее он занимал должности первого заместителя директора (2017–2019) и директора (2019–2022) Национального агентства проектного управления при Президенте Республики Узбекистан. Имеет опыт работы в сфере народного образования, машиностроения и металлургии.
Под его руководством НАПП стало ключевым регулятором в сферах криптоактивов, рынка капитала, страхования, электронной коммерции, лотерей и букмекерской деятельности. Агентство получило расширенные полномочия, включая лицензирование и контроль за деятельностью в указанных отраслях.
Ли также возглавляет Шахматную федерацию Узбекистана, способствуя развитию интеллектуального спорта в стране.

## Критика и обвинения
Национальное агентство перспективных проектов обвинили в избирательной блокировке зарубежных сервисов, однако, по словам представителей агентства, решение ограничить доступ к китайскому маркетплейсу Temu было обусловлено отсутствием контакта с регуляторами и несоответствием требованиям законодательства Узбекистана.
В декабре 2024 года Ли стал одной из ключевых фигур в громком деле о покушении на высокопоставленных узбекских чиновников, включая бывшего советника президента Комила Алламжонова. По версии следствия, организаторы покушений оценили устранение чиновников в сумму $1,5 млн. Однако достоверность этих утверждений была поставлена под сомнение рядом зарубежных аналитиков и правозащитных организаций, особенно после того, как дело привело к масштабным кадровым перестановкам и закрытому судебному процессу. Суд был подвергнут критике со стороны международных наблюдателей за отсутствие прозрачности и признаки политической мотивированности.
Кроме того, Ли упоминается в материалах о возможном участии в схемах отмывания денег через криптовалютную биржу UzNEX и другие цифровые платформы, что привлекло внимание западных финансовых и антикоррупционных структур.

## Основные задачи
- выработка и реализация единой государственной политики в сферах оборота крипто-активов, рынка капитала и страхового рынка, электронной коммерции, деятельности по организации лотерей, а также игр, основанных на риске во всемирной сети Интернет, и букмекерской деятельности;
- обеспечение соблюдения прав и законных интересов инвесторов в сферах оборота крипто-активов и рынка капитала;
- осуществление контроля за деятельностью профессиональных участников страхового рынка, направленного на обеспечение защиты прав и законных интересов участников страховых отношений;
- принятие участия в разработке мер по противодействию легализации доходов, полученных от преступной деятельности, финансированию терроризма и финансированию распространения оружия массового уничтожения и их реализации;
- инициирование и содействие в продвижении проектов по внедрению технологии распределенного реестра данных и других новейших технологий в государственное управление и различные социально-экономические сферы.

## Направления деятельности
Оборот крипто-активов
НАПП разрабатывает законодательство в данном направлении и выдает лицензии и документы разрешительного характера по двум видам деятельности:
1. Майнинг крипто-активов;
2. Провайдеры услуг в сфере оборота крипто-активов[14]:

- крипто-биржа (первая лицензия была выдана в 2019 году)[15];
- крипто-депозитарий[16];
- крипто-магазин[17];
- майнинг-пул[18];

Операции юридических и физических лиц в данной сфере, в том числе осуществляемые нерезидентами, не являются объектами налогообложения, а доходы, полученные по данным операциям, не включаются в налогооблагаемую базу по налогам и другим обязательным платежам, однако провайдеры получившие лицензии выплачивают ежемесячные сборы.
Рынок страхования:
- лицензирование страховых компаний – выдача, продление и отзыв лицензий;
- совершенствование законодательства и контроль за соблюдением законодательства;
- развитие страхового рынка – внедрение новых стандартов, стимулирование конкуренции, повышение доверия населения к страхованию;
- защита прав страхователей – рассмотрение жалоб, контроль за выплатами по страховым случаям[20];
- международное сотрудничество – внедрение передовых практик регулирования и привлечение иностранных инвестиций[21].

Рынок капитала:
- Развитием и регулированием рынка ценных бумаг, включая биржевые и внебиржевые сделки.
- Лицензированием и надзором за участниками рынка (биржами, брокерами, инвестиционными фондами).
- Созданием нормативно-правовой базы, включая законы и постановления, регулирующие рынок капитала.
- Защитой прав инвесторов и обеспечением прозрачности рынка.
- Содействием цифровизации и внедрением современных финансовых инструментов.